# National Film and Television School
La National Film and Television School (NFTS) è una scuola di cinema fondata nel 1971. Insiste negli studi di Beaconsfield, nel Buckinghamshire, nei pressi dei Pinewood Studios.

## Storia
L'istituzione nasce con il nome di National Film School nel 1971, dopo quattro anni di sforzi per creare un'istituzione che incoraggiasse nuovi talenti nel cinema inglese. Il suo primo direttore è Colin Young, che la suddivide in quattro dipartimenti: produzione, regia, montaggio e suono.
La scuola cambia nome in National Film and Television School nel 1982, in parte perché molti suoi laureati hanno fatto carriera nel piccolo schermo.
Nel 1993 Henning Camre, precedentemente direttore della Danish Film School, sostituisce Colin Young alla direzione della NFTS. Camre lascia la direzione nel 1998 a Stephen Bayly, ex studente della scuola, diventato produttore cinematografico. Bayly riduce la durata dello studio da 3 a 2 anni e richiede al Royal College of Art di convalidare i corsi della NFTS.
Nel 2003, Nik Powell, tra i principali produttori del Regno Unito, diviene il nuovo direttore. Powell amplia il programma introducendo nuovi corsi (ad esempio effetti speciali o varie master-class) ed stringe una serie di accordi di sviluppo con emittenti indipendenti e società di produzione per aiutare i neolaureati della scuola a iniziare la loro carriera. Viene raggiunto un accordo con neSTA (National Endowment for Science, Technology and the Arts) per lanciare un programma a sostegno dei laureati di tutte le scuole di cinema nel Regno Unito per fornire supporto alle nuove aziende che entrano nell'industria cinematografica. Nel 2017, Powell si dimette dalla carica di direttore della NFTS; il suo successore è Jon Wardle.
La scuola può vantarsi di essere l'unica scuola di cinema nel Regno Unito ad avere i propri studi e ad avere mezzi vicini alle aziende professionali. Un centinaio di film vengono girati ogni anno nella scuola. Al 2021 la NFTS registra entrate per complessive 16.214.975 sterline.

## Riconoscimenti
Nel 2018, la scuola ha ricevuto il BAFTA Outstanding British Contribution to Cinema Award alla 71ª edizione dei British Academy Film Awards.